# Liste der Monuments historiques in Saint-Christophe-des-Bardes
Die Liste der Monuments historiques in Saint-Christophe-des-Bardes führt die Monuments historiques in der französischen Gemeinde Saint-Christophe-des-Bardes auf.

## Liste der Bauwerke
| Bezeichnung          | Beschreibung              | Standort | Kennzeichnung | Schutzstatus | Datum | Bild           |
| -------------------- | ------------------------- | -------- | ------------- | ------------ | ----- | -------------- |
| Schloss Laroque      | Erbaut im 17. Jahrhundert | (Lage)   | PA33000204    | Inscrit      | 2016  | weitere Bilder |
| Kirche St-Christophe | Erbaut im 12. Jahrhundert | (Lage)   | PA00083718    | Classé       | 1908  | weitere Bilder |